# Finja socken
Finja socken i Skåne ingick i Västra Göinge härad, ingår sedan 1974 i Hässleholms kommun och motsvarar från 2016 Finja distrikt.
Socknens areal är 51,66 kvadratkilometer land. År 2000 fanns här 5 685 invånare. Tätorten Tyringe samt kyrkbyn Finja med sockenkyrkan Finja kyrka ligger i socknen.

## Administrativ historik
Socknen har medeltida ursprung. 
Vid kommunreformen 1862 övergick socknens ansvar för de kyrkliga frågorna till Finja församling och för de borgerliga frågorna bildades Finja landskommun. Landskommunen uppgick 1952 i Tyringe landskommun som 1974 uppgick i Hässleholms kommun. Församlingen uppgick 2010 i Tyringe församling.
1 januari 2016 inrättades distriktet Finja, med samma omfattning som församlingen hade 1999/2000.  
Socknen har tillhört län, fögderier, tingslag och domsagor enligt vad som beskrivs i artikeln Västra Göinge härad. De indelta soldaterna tillhörde Norra skånska infanteriregementet, Västra Göinge kompani och Skånska husarregementet, Livskvadronen.

## Geografi
Finja socken ligger nordväst om Hässleholm kring Almaån och med Finjasjön i söder. Socknen är i öster och norr en slättbygd och i sydväst en skogsbygd med höjder som i Matterödsåsen når 150 meter över havet.

## Fornlämningar
Från stenåldern har boplatser och lösfynd påträffats. Från järnåldern finns gravar och stensättningar.

### Boplatserna vid Finjasjön
Amatörarkeologen Ingvar Jönsson hittade 1990 flera flintaföremål, däribland zinken, i ett nyuppkört stridsvagnsspår vid Finjasjöns norra strand. Under början av 1990-talet gjordes sedan ett antal utgrävningar i området. Man hittade både redskap och pilspetsar tillverkade av flinta, samt rester från tillverkningen.
Föremålen utgör spår av jägarfolk som ofta bytte boplats. Fynden tyder på att de återkom till Finjasjön åtskilliga gånger. Lämningarna är 13 000-14 000 år gamla, vilket gör boplatsen till ett av de äldsta daterade fynden i Sverige. Man har även hittat järnslagg på platsen, vilket kan peka på att det bott människor där under tusentals år.

## Namnet
Namnet skrevs på 1510-talet Fenie och kommer från kyrkbyn. Namnet innehåller fen, 'sank mark'..